# Thiago Pereira (cầu thủ bóng đá)
Thiago Magalhães Pereira (sinh ngày 22 tháng 1 năm 1984) là một cầu thủ bóng đá người Brasil thi đấu cho Mirandela. Anh cũng mang quốc tịch Bồ Đào Nha.

## Sự nghiệp câu lạc bộ
Anh ra mắt chuyên nghiệp tại Campeonato Gaúcho cho Brasil de Pelotas vào ngày 13 tháng 2 năm 2009 trong trận đấu trước Sapucaiense.

## Cá nhân
Anh là em họ của Paulo Magalhães.